# هربرت تشوي
هربرت تشوي (بالإنجليزية: Herbert Choy)‏ هو محامي وقاضي أمريكي، ولد في 6 يناير 1916 في Kaumakani, Hawaii ‏ في الولايات المتحدة، وتوفي في 10 مارس 2004 في هونولولو في الولايات المتحدة.